# Gustave Jansen
Pour les articles homonymes, voir Jansen.
Gustave Jansen, né le 21 mars 1858 à Tessenderlo et décédé le 23 août 1932 à Mol fut un homme politique libéral belge.
Jansen fut avocat, magistrat et élu sénateur de l'arrondissement de Malines-Turnhout (1929-32).

## Sources
- (nl) Liberaal Archief